# Matchstick man
Matchstick Man – autobiograficzna akustyczna piosenka skomponowana i nagrana przez brytyjskiego muzyka rockowego Marka Knopflera. Została wydana przez British Grove Records – Virgin EMI 16 listopada 2018 na płycie "Down the Road Wherever". Opowiada historię z wczesnych lat kariery muzycznej muzyka, który w poranek bożonarodzeniowy usiłował autostopem wrócić na Święta do domu. Piosenka jest ostatnim utworem na płycie i całkowicie solowym, który Knopfler nagrał bez pomocy innych muzyków.
Podczas tournee promującego płytę "Down the Road Wherever" w 2019 roku artysta przedstawił inną wersję tego utworu, w wykonaniu której towarzyszyli mu muzycy folkowi Mike McGoldrick na flecie i John McCusker na skrzypcach, a także uznani instrumentaliści Nigel Hitchcock na saksofonie oraz Tom Walsh na trąbce.